# Mack Rides
La MACK Rides GmbH & Co è un'azienda tedesca con sede a Waldkirch in Germania che si occupa della progettazione e della costruzione di attrazioni per i parchi di divertimento. L'azienda fu fondata da Paul Mack ed è tuttora controllata dai suoi eredi.

## Storia
Nel 1780 Paul Mack inizia la sua carriera come artigiano e costruttore di carrozze; un secolo dopo l'azienda ha cominciato a produrre caravan per il circo o per showman.
Il primo vero e proprio sviluppo di una montagna russa risale al 1920 e un anno dopo viene prodotto il primo coaster in legno della Mack. Nel corso degli anni cinquanta il mercato dei roller coaster inizia ad esportare negli USA diventando il settore principale dell'azienda.
Nel 1975 apre l'Europa Park di Rust, fondato da Franz e Roland Mack, che presenta subito una vasta gamma di attrazioni della ditta di famiglia e sarà poi la base di lancio per esperimenti futuri di nuovi concetti ingegneristici dell'azienda.

## Modelli prodotti

### Montagne russe
- Wild Mouse

Questo particolare ottovolante è una delle maggiori prodotti della ditta Mack. Grazie alla forma particolare del carrello e dei binari ogni tracciato può essere personalizzato con diversi simpatici effetti come girare a 360° oppure l'effetto ascensore e una delle ultime è il contatto con l'acqua.
- Bob Sled

Un vero e proprio percorso di Bob dove il carrello non è affrancato a nessun binario e quindi completamente libero di seguire il tracciato e le sue curve. Un esempio è lo Bobsleigh Swiss nell'area Svizzera dell'Europa Park
- Gravity Coaster

Il Gravity Coaster è un ottovolante capace di raggiungere velocità elevate e altezze non indifferenti. Come caratteristica tipica della ditta Mack anche questo coaster può far ruotare i propri carrelli in modo controllato o anche incontrollato facendo affrontare agli ospiti dei tratti all'indietro. Un esempio importante è l’Euro Mir di Europa Park.
Altri modelli
- Powered Coaster;
- YoungSTAR Coaster;
- e-Motion Coaster;
- Flying Coaster;
- Mega Coaster.

### Water Rides
- Super Splash

Attrazione d'acqua caratterizzata da un'elevata altezza di caduta e da un forte impatto con l'acqua. La Mack ha arricchito questi tracciati con la possibilità di installare lift verticali e piattaforme girevoli. Esempio: Atlantica sempre dell'Europa Park
- Water Coaster

Un'altra grande invenzione Mack che per il momento rimane l'unica azienda al mondo a disporre di questo prodotto. L'attrazione Poseidon dell'Europa Park è un esempio di Water Coaster.
Altri modelli
- Log Flume;
- Free Flow Boat Ride

### Dark Rides
- Cinema 4D

Realizzato anche da altre aziende il cinema 4d permette allo spettatore di visualizzare brevi cortometraggi appositamente creati in quattro dimensioni.
- Dark Ride

La Mack ha anche inventato le prime Dark Ride interattive come Atlantis all'Europa Park o Reset del parco italiano di Mirabilandia.
- Revolving House

Oltre alle tipologie elencate la Mack Rides dispone anche di attrazioni per il trasporto di persone come la Monorotaia e di attrazioni in stile Luna Park.

## Concorrenza
Le principali ditte nel settore del divertimento sono la Bolliger & Mabillard in Svizzera e la Intamin, sempre svizzera. Un altro concorrente è la Vekoma, con sede nei Paesi Bassi.